# 1366
1366 (MCCCLXVI) var ett normalår som började en torsdag i den julianska kalendern.

## Händelser

### Maj
- 24 maj – Valdemar Atterdag börjar kriget mot Sverige genom att han erövrar Norra Halland.[1]

### Juli
- 28 juli – En överenskommelse sluts mellan Albrekt av Mecklenburg och Valdemar Atterdag i och med Ålholmstraktaten. Härigenom splittras den allians, som rått mellan Magnus Eriksson och Valdemar.

### Oktober
- 18 oktober – Vid ärkebiskop Petrus Thyrgillis död blir Birger Gregersson ny svensk ärkebiskop.

### Okänt datum
- Albrekt av Mecklenburg intar Västergötland och borgen Öresten.
- Bo Jonsson (Grip) blir lagman i Östergötland.
- Det engelska parlamentet underkänner påvens anspråk på tribut från England.

## Födda
- 11 maj – Anna av Böhmen, drottning av England 1382–1394 (gift med Rikard II)

## Avlidna
- 24 januari – Alfonso IV av Aragonien.
- 18 oktober – Petrus Thyrgilli, biskop i Linköping 1342-1351 och svensk ärkebiskop sedan 1351.
- Biskop Hemming av Åbo, en av Sveriges mest betydande kyrkomän, sedermera dyrkad som helgon.
- Taddeo Gaddi, italiensk konstnär.
- Arnold de Cervole, "ärkeprästen".
- Henrik Suso, lärjunge till Mäster Eckehart.